# Homalium henriquesii
Homalium henriquesii là một loài thực vật thuộc họ Salicaceae. Đây là loài đặc hữu của São Tomé và Príncipe.